# Ca les Caterines
Ca les Caterines és una casa de Solsona protegida com a Bé Cultural d'Interès Local.

## Descripció
Casa entre mitgeres del segle xiv que patí reformes importants cap al segle xviii. L'edifici té dues façanes i consta de planta baixa i dues plantes pis, una solana. La façana de Vallcalent té una planta més a l'altura del pati. Ambdues façanes són de pedra. A la planta baixa hi ha dues portalades d'arc de mig punt sobre les quals hi ha dos balcons de forja de diferents estils.